# Distretto di Seo (Incheon)
Seo-gu (Hangŭl: 서구; Hanja: 西區) è un distretto di Incheon in Corea del Sud. Ha una superficie di 111,2 km² e una popolazione di 380.264 abitanti al 2005.